# 南洋鸟尾蛤
南洋鸟尾蛤（学名：Vasticardium flavum subrugosum），是帘蛤目鸟尾蛤科Vasticardium的一种。主要分布于印度尼西亚、台灣等西太平洋海域。常栖息在浅海。